# پل راه‌آهن اوریم
پل راه‌آهن اوریم مربوط به دوره پهلوی اول است و در شهرستان سوادکوه، بخش مرکزی، روستای اوریم واقع شده و این اثر در تاریخ ۲۲ مرداد ۱۳۸۴ با شمارهٔ ثبت ۱۳۰۹۰ به‌عنوان یکی از آثار ملی ایران به ثبت رسیده‌است.